# Not Ready to Make Nice
«Not Ready to Make Nice» — песня американской кантри-группы Dixie Chicks, вышедшая 5 июня 2006 года в качестве 1-го сингла с их седьмого студийного альбома Taking the Long Way (2006). Песню написали Марти Магуайр, Натали Мэнс, Эмили Робисон, Dan Wilson, продюсером был Рик Рубин. Сингл достиг четвёртого места в общеамериканском хит-параде Billboard Hot 100.
В феврале 2007 года песня была номинирована на музыкальную премию Грэмми и победила в трёх престижных категориях: Лучшая запись года, Песня года и Лучшее выступление кантри-группы с вокалом (где Dixie Chicks 5-кратные победители: в 1999 за «There’s Your Trouble», в 2000 за «Ready to Run», в 2003 за «Long Time Gone», в 2005 за «Top of the World» и в 2007 за «Not Ready to Make Nice»). Сингл был сертифицирован в платиновом статусе в США в июле 2013, а в октябре 2013 года его тираж составил 1,705,000 цифровых копий в США.
Песня получила положительные отзывы музыкальной критики, например, Entertainment Weekly, The Village Voice, Pazz & Jop, Rolling Stone", USA Today.
В 2009 году журнал Rolling Stone назвал «Not Ready to Make Nice» под № 77 в списке 100 лучших песен десятилетия.

## Чарты
| Чарт (2006)                        | Высшая позиция |
| ---------------------------------- | -------------- |
| Australia ARIA Singles Chart       | 18             |
| German Singles Chart               | 89             |
| Irish Singles Chart                | 47             |
| Sweden Top 40                      | 20             |
| Swiss Singles Chart                | 22             |
| UK Singles Chart                   | 70             |
| США (Billboard Hot 100)            | 4              |
| США (Billboard Hot Country Songs)  | 36             |
| США (Billboard Adult Pop Airplay)  | 29             |
| США (Billboard Adult Contemporary) | 32             |

## Итоговые годовые чарты
| Чарт (2007)              | Позиция |
| ------------------------ | ------- |
| Australian Singles Chart | 98      |

## Сертификации
| Регион                                                      | Сертификация | Продажи   |
| ----------------------------------------------------------- | ------------ | --------- |
| Канада (Music Canada)                                       | Платиновый   | 40 000*   |
| США (RIAA)                                                  | Платиновый   | 1,705,000 |
| ^ Данные о тиражах приведены только на основе сертификации. |              |           |

## Награды и номинации
2007 CMT Music Awards:
- Video of the Year (номинация)[20]
- Group Video of the Year (номинация)

49-я церемония «Грэмми»:
- Record of the Year (победа)
- Song of the Year (победа)
- Best Country Performance by a Duo or Group with Vocal[англ.] (победа)